# Jim Jefferies (piłkarz)
Jim Jefferies, właśc. James Jefferies (ur. 22 listopada 1950 w Musselburgh) – szkocki piłkarz występujący na pozycji obrońcy oraz trener.

## Kariera piłkarska
Piłkarz profesjonalną karierę zaczął w roku 1967, w klubie Heart of Midlothian. Grał tam do roku 1981. W 227 spotkaniach, jakie rozegrał w barwach tej drużyny, strzelił 5 bramek.
W 1967 roku zaraz po przybyciu do klubu, został wypożyczony do Haddington Athletic, a sezon później do Gala Fairydean, gdzie grał również przez jeden sezon.
W 1981 roku został sprzedany do Berwick Rangers F.C., gdzie grał do 1983 roku. Rozegrał 60 spotkań.